# Козонак

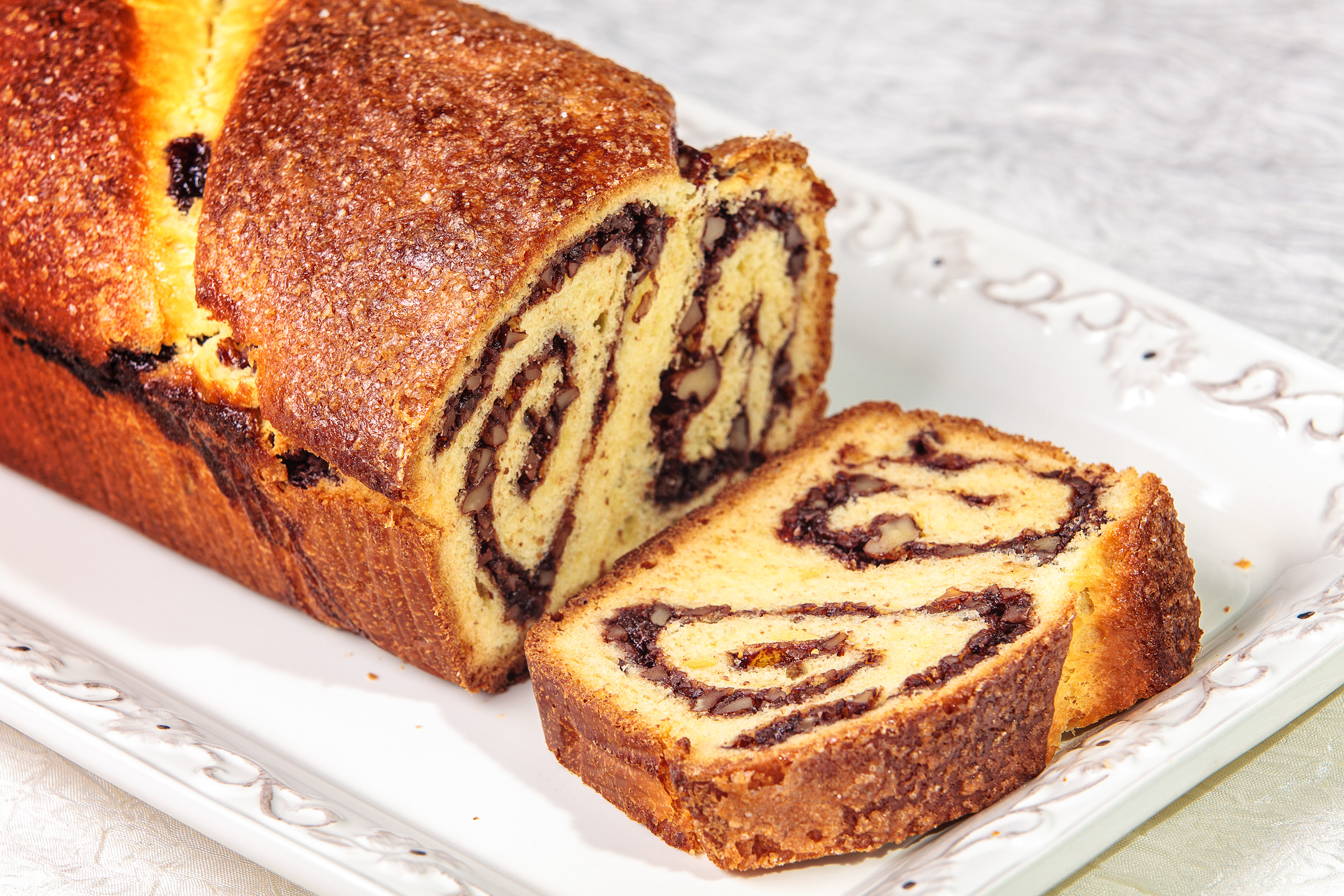
Приклад козонака з начинкою з волоського горіха.

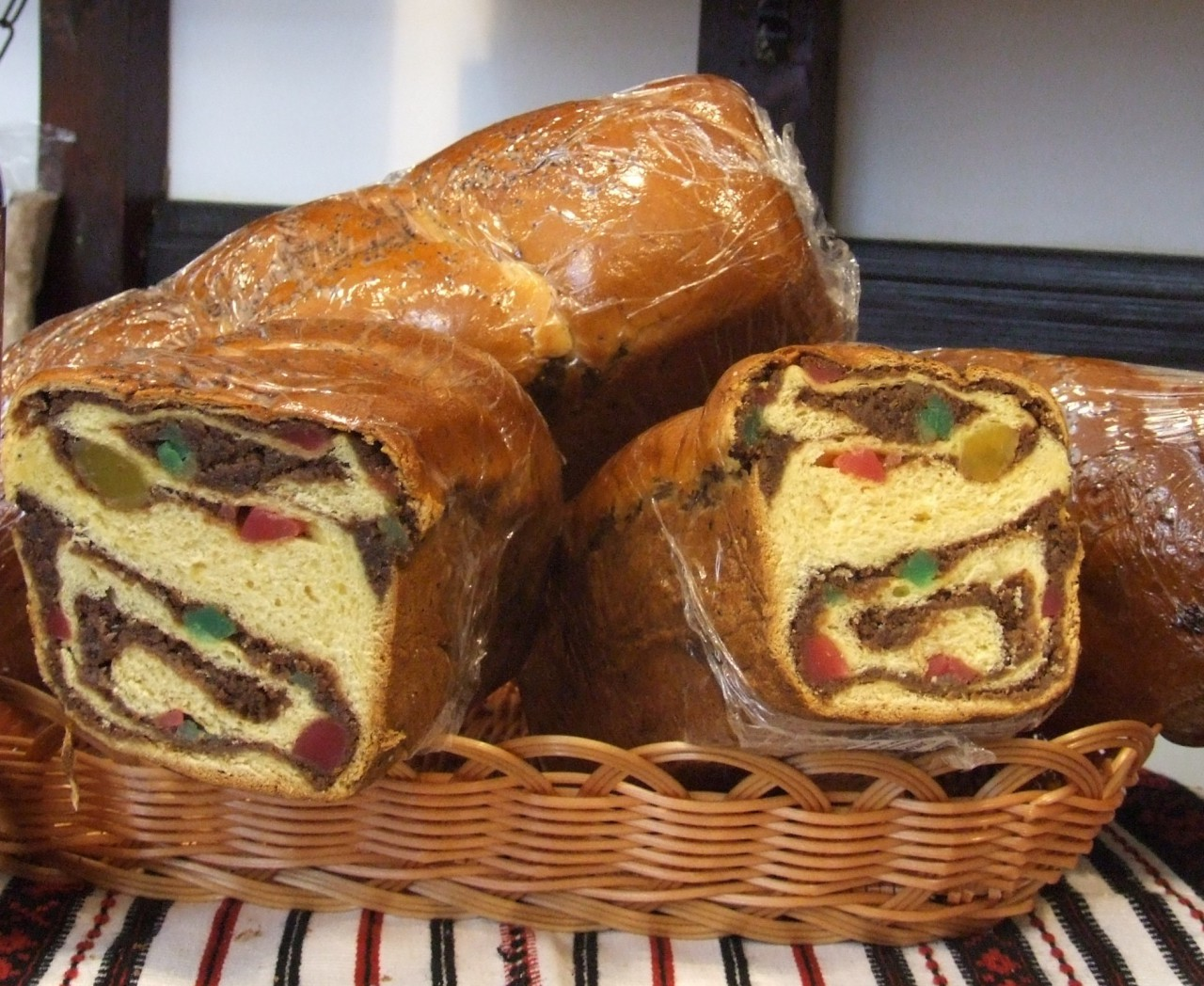
Приклад козонака з мармеладом і рахат - лукумом

Козона́к (рум. cozonac) або козуна́к (болг. козунак, козунакът) — це народний кондитерський виріб, який розповсюджений у Східній Європі, у Румунії, Болгарії, Сербії, Північній Македонії, Греції та ін. У Болгарії та Македонії є традиційним Великоднім хлібом. Його зазвичай готують до Великодня в Румунії, Сербії, Болгарії, і в основному до кожного великого свята (Різдва, Великодня, Нового року) у Румунії та Молдові. Назва походить від грецького слова коса/kosa, або грец. ϰοσωνάϰι kosōnáki, зменшувальна форма грец. ϰοσώνα kosṓna.
Приготування козонаку виглядає наступним чином: спеціально приготовлене дріжджове тісто (склад тіста: яйця, масло вершкове, лимонна або апельсинова цедра, есенція рому та ванілі, подекуди родзинки) розкочується до товщини 4 — 5 мм і на цей шар намащується начинка. Потім, тісто з начинкою скручується і в розрізі виходить спіралеподібний візерунок. Начинкою може служити майже будь-що, починаючи від рахат-лукуму і шоколаду, закінчуючи солодким сиром та родзинками. Проте класичною начинкою для козонака залишається мак.
Козонак за своєю структурою може бути як «одинарним» (як на зображені, де показаний козонак з маком), так і «подвійним» (як у випадку, що зображений на фото козонака з волоським горіхом).

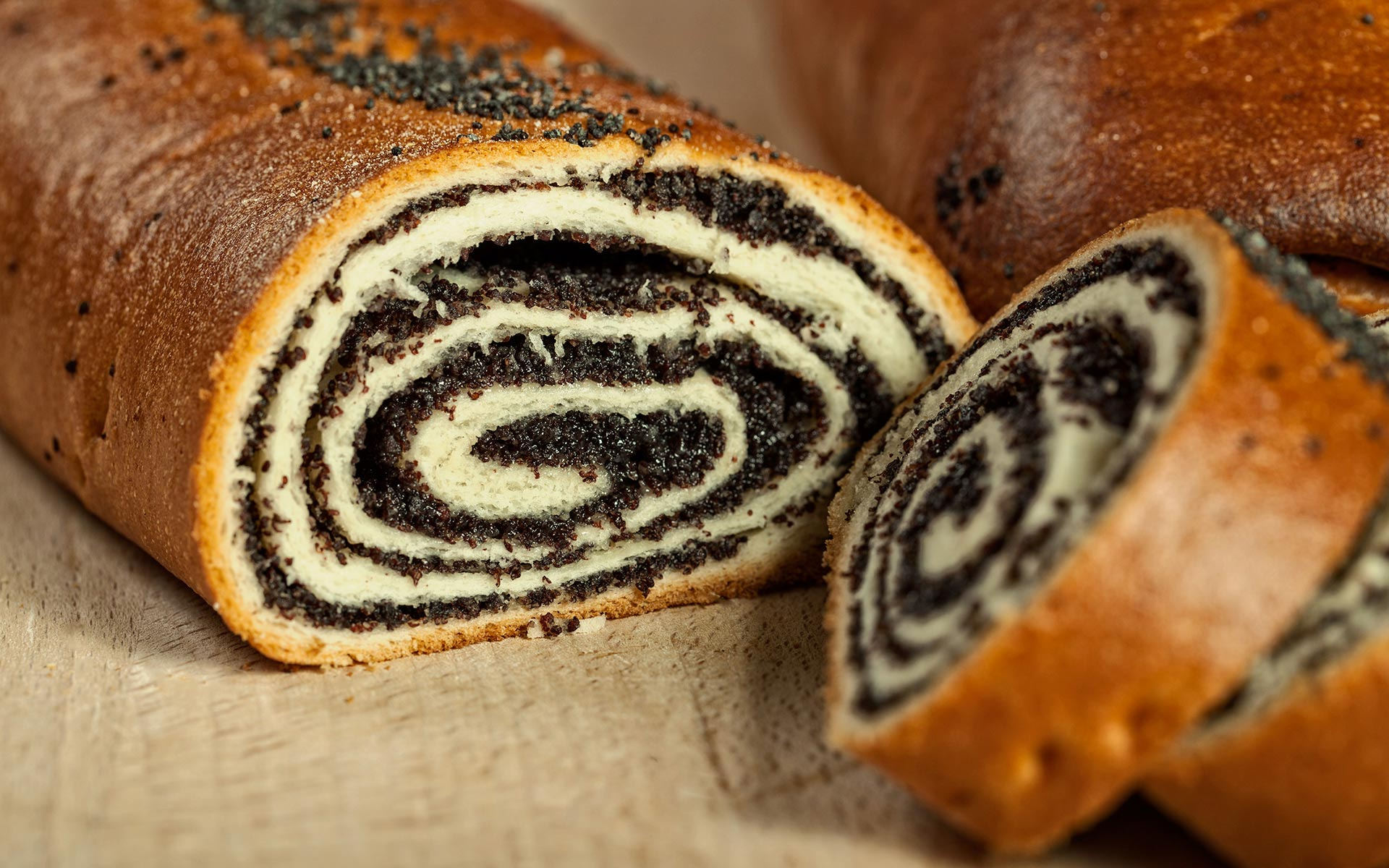
Козонак з маком

Печеться козонак в добре розігрітій печі при температурі 180 °C. Після того як верхня частина козонака стане рум'яною, температуру варто спустити до 150–140 °C для того, щоб кондитерський виріб рівномірно пропікся.

## Походження
Можливо, перший козонак був виготовлений у Стародавньому Єгипті, підсолоджений медом та наповнений насінням. З боку єгиптян греки зацікавилися кухнею, дріжджами та квашеним тістом.
Звичайно, греки їли козонак. Вони готували його з медом, родзинками та волоськими горіхами. Грецький козонак називається plakoús (πλακούς). Дріжджі та неявно квашені хліби, такі як козонак, пізніше були введені до римлян, де вони додавали до козонаку сухофрукти. Спочатку було лише два різновиди, що називаються лібум і плацента. Лібум — це маленький пиріг, який використовувався як жертва богам.
Пізніше з'явилися версії також споживали люди, не тільки боги. Більш вишуканий «Плацента» — це козонак з сиру, родзинок та арахісу, який подавали із солодким вином. Хоча вони взяли готові дріжджі у греків та єгиптян, римляни були тими, хто відкрив усі можливості, які пропонують дріжджі, додані в тісто, ставши таким чином справжніми майстрами випічки. У Середні віки європейські пекарі часто готували козонака із сухофруктами, оскільки вони зберігалися довше.
У Великій Британії перший рецепт козонаку з'являється в кулінарній книзі в 1718 р. Із рекомендацією випікати у довгих і вузьких формах, що є рекомендацією, яка залишається актуальною і в наші дні.
Сьогодні цей десерт з давньою історією готують переважно в країнах південного сходу Європи, особливо в Північній Македонії, Румунії, Молдові та Болгарії, де він вважається традиційною їжею.

## Подібні хліби
Козонак — це солодкий, збагачений яйцем хліб, коріння якого походить від кухонь Західної та Центральної Азії. Приклади подібних хлібів з інших культур включають badnji kruh в хорватській кухні, folar de páscoa в португальській кухні, бріош у французькій кухні, кулічі в російській кухні, панетоне, пандоро та великодню голубку в італійській кухні, паска в білоруській, грузинській, словацькій та українській кухнях, гарячу хлібну булочку в англійській кухні, халу в єврейській кухні або штолен у німецькій кухні. Такі багаті хліби, схожі на бріош, традиційні також в інших країнах, таких як Угорщина та Чехія.

## Див.також
- Завиванець
- Козинаки